# 성모 희보 대성당 (아테네)

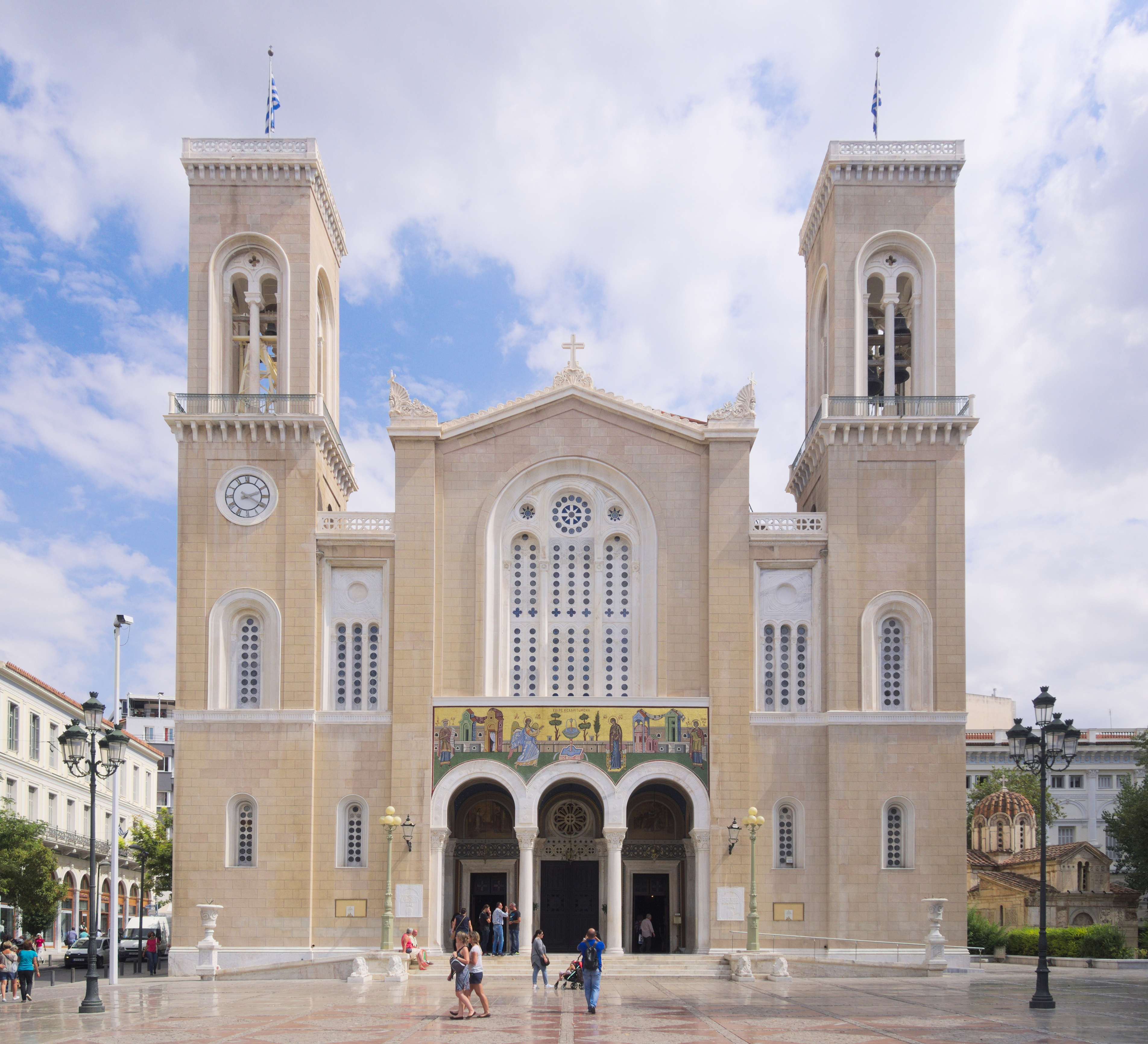
대성당 파사드

성모 희보 관구 대주교좌 성당(그리스어: Καθεδρικός Ναός Ευαγγελισμού της Θεοτόκου)은 그리스 정교회의 아테네 관구 대교구의 주교좌 성당이다. 메트로폴리스 성당이라고도 알려져 있다.
대성당 건설 공사는 1842년 크리스마스에 그리스 왕 오톤과 그의 왕비 아말리아가 초석을 놓는 정초식을 하면서 개시되었다. 1862년 5월 21일 완공된 대성당은 그리스 왕 부부의 손으로 성모 마리아에게 봉헌되었다. 대성당은 길이 40미터, 넓이 20미터, 높이 24미터의 통로 세 줄에 돔을 갖춘 바실리카 양식으로 지어졌다. 대성당 안에는 오스만 제국 식민지 시절에 순교한 필로테이와 그리고리오스 5세 두 성인의 무덤이 있다.
대성당의 바로 남쪽에는 작은 메트로폴리스 성당이라고도 불리는 성 엘레우테리오스 성당이 있다.
대성당의 바로 앞 광장에는 두 개의 동상이 세워졌다. 하나는 동로마 제국의 마지막 황제 콘스탄티노스 11세이며, 다른 하나는 제2차 세계대전 동안 그리스 왕 요르요스 2세의 섭정을 지냈으며 1945년에는 그리스 총리를 지낸 아테네 관구 대주교 다마스키노스이다.
성모 희보 대성당은 아테네의 주요 명소로서 국가 행사 장소나 사회 유명인사나 부유층의 결혼식 및 장례식 장소로 자주 이용되고 있다.

## 갤러리

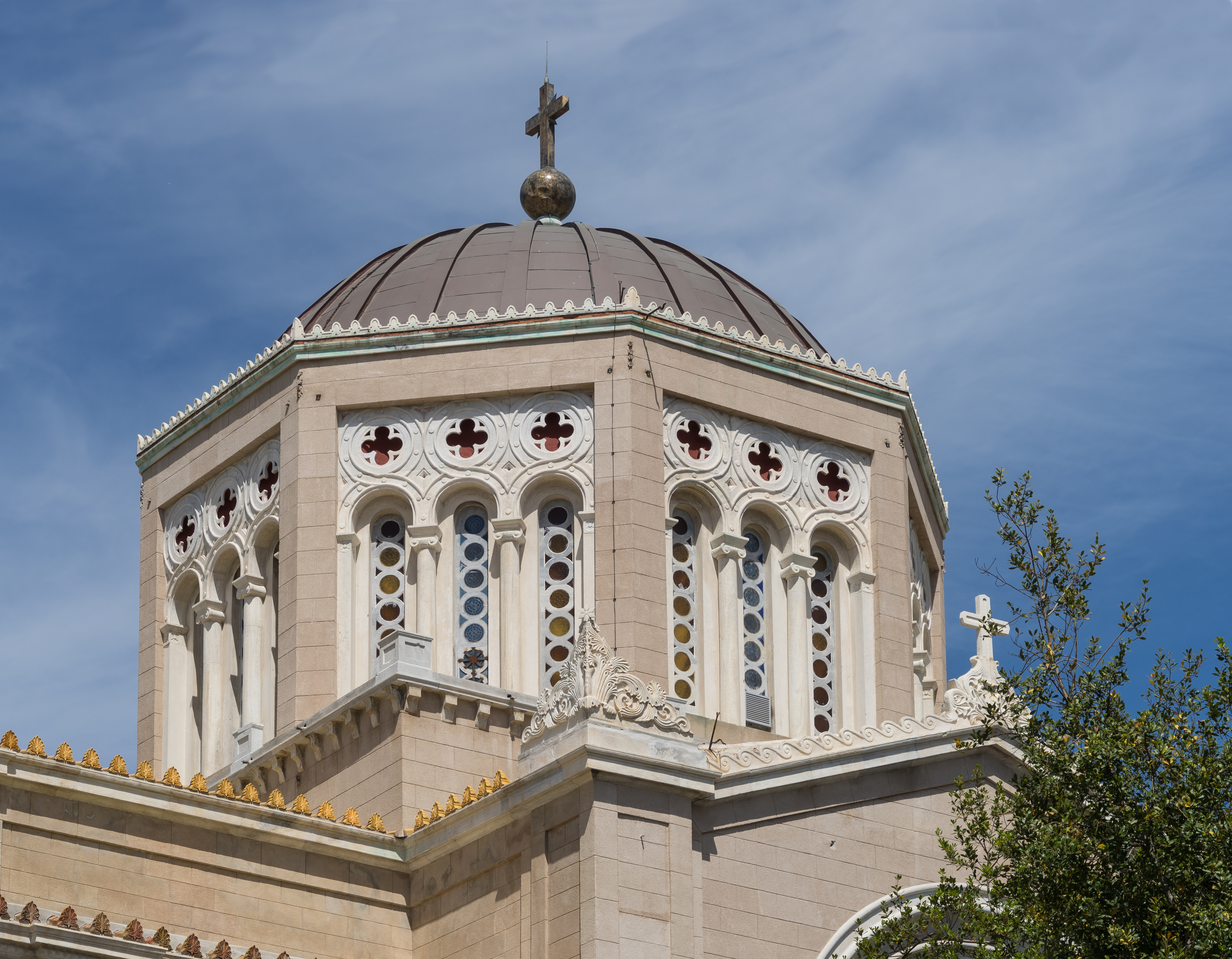
돔
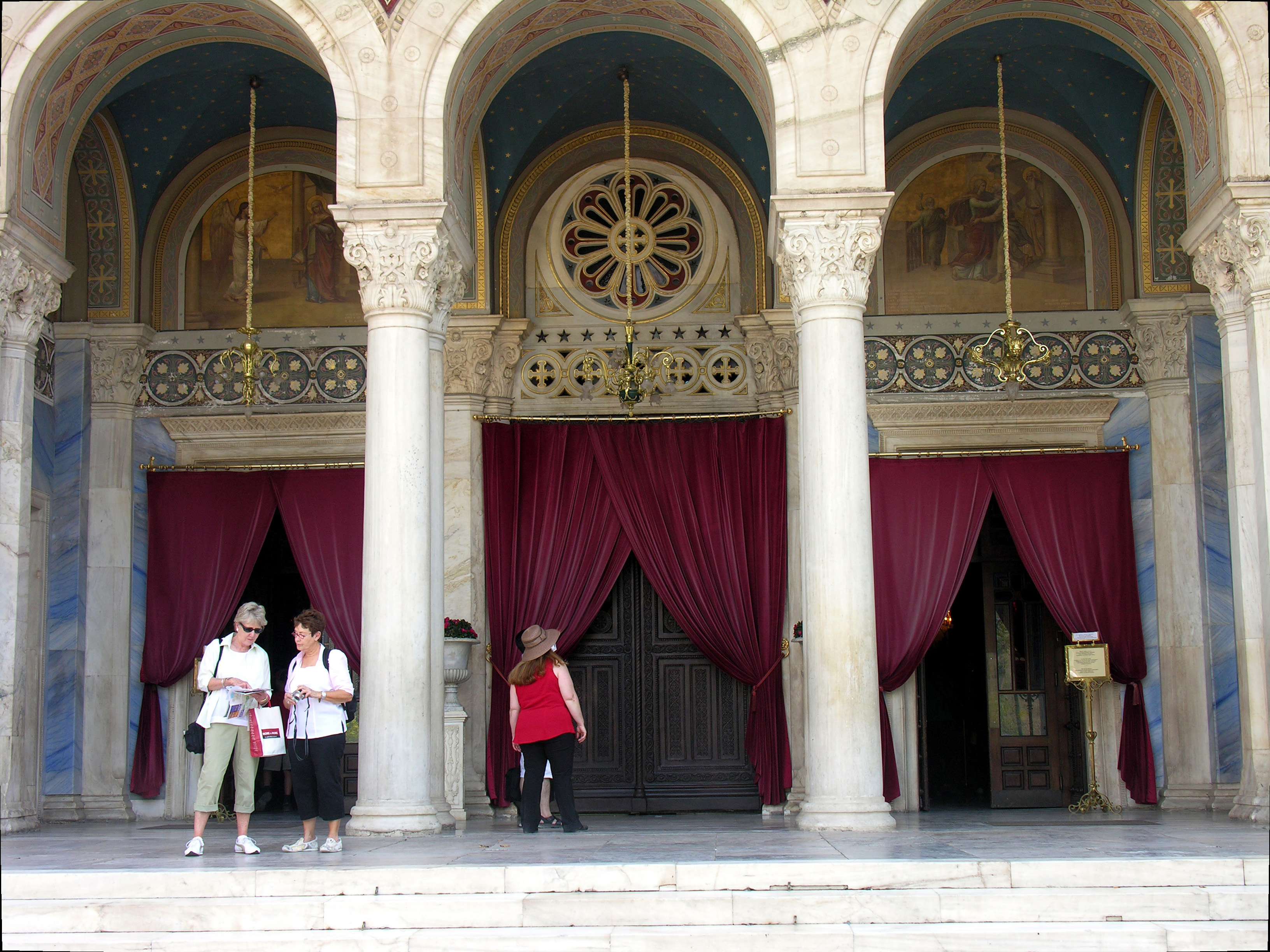
출입구
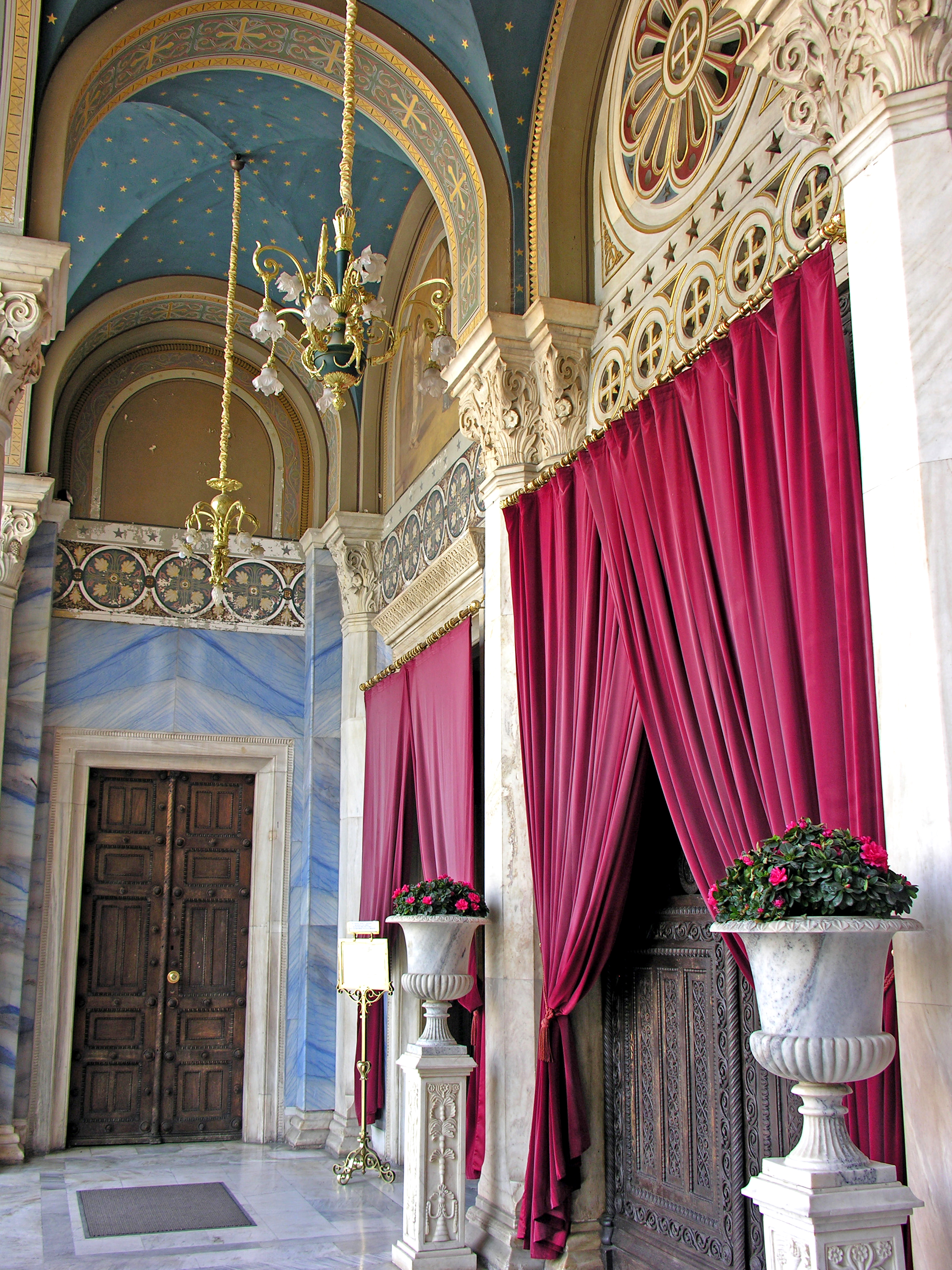
내부
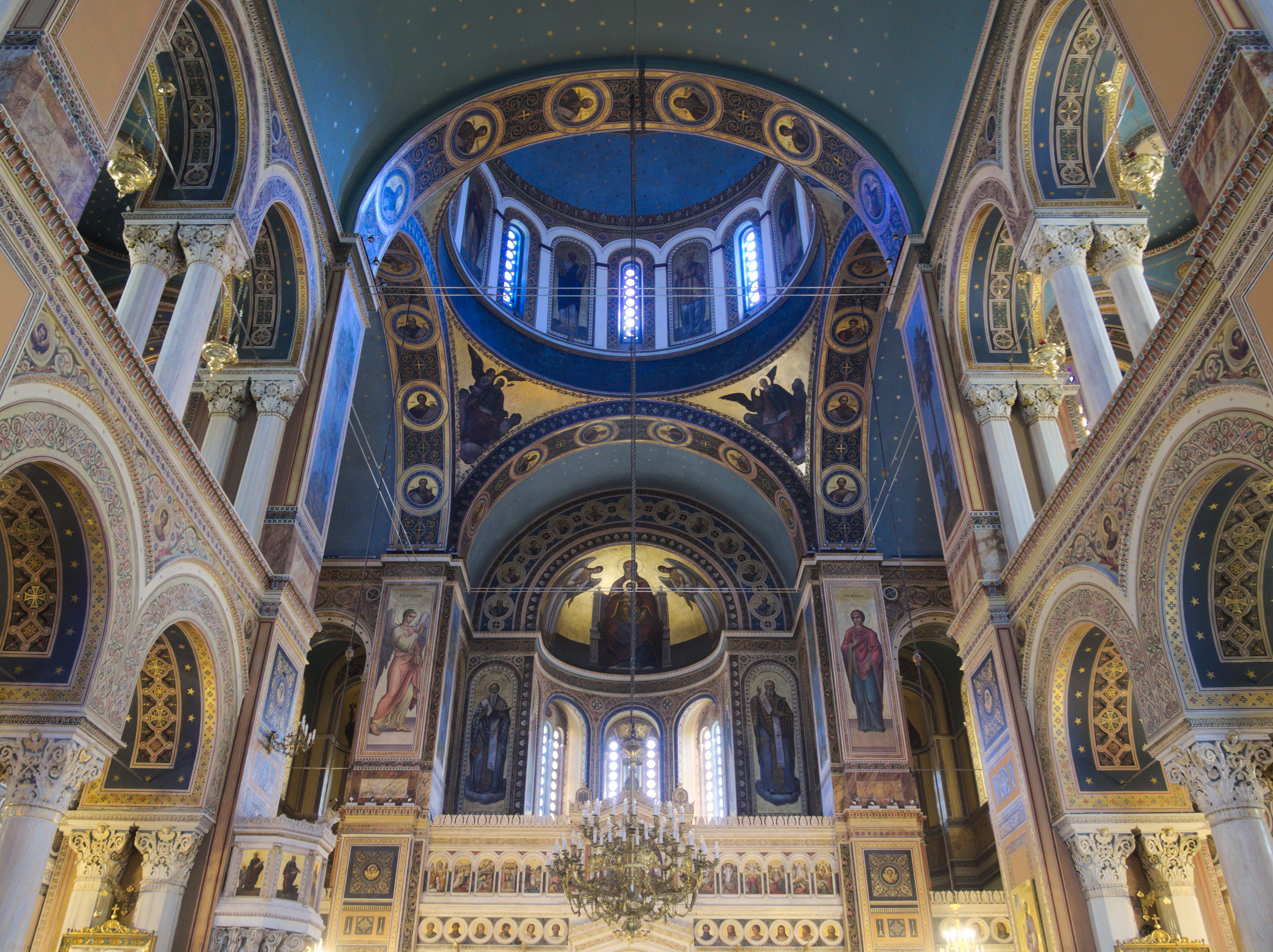
내부
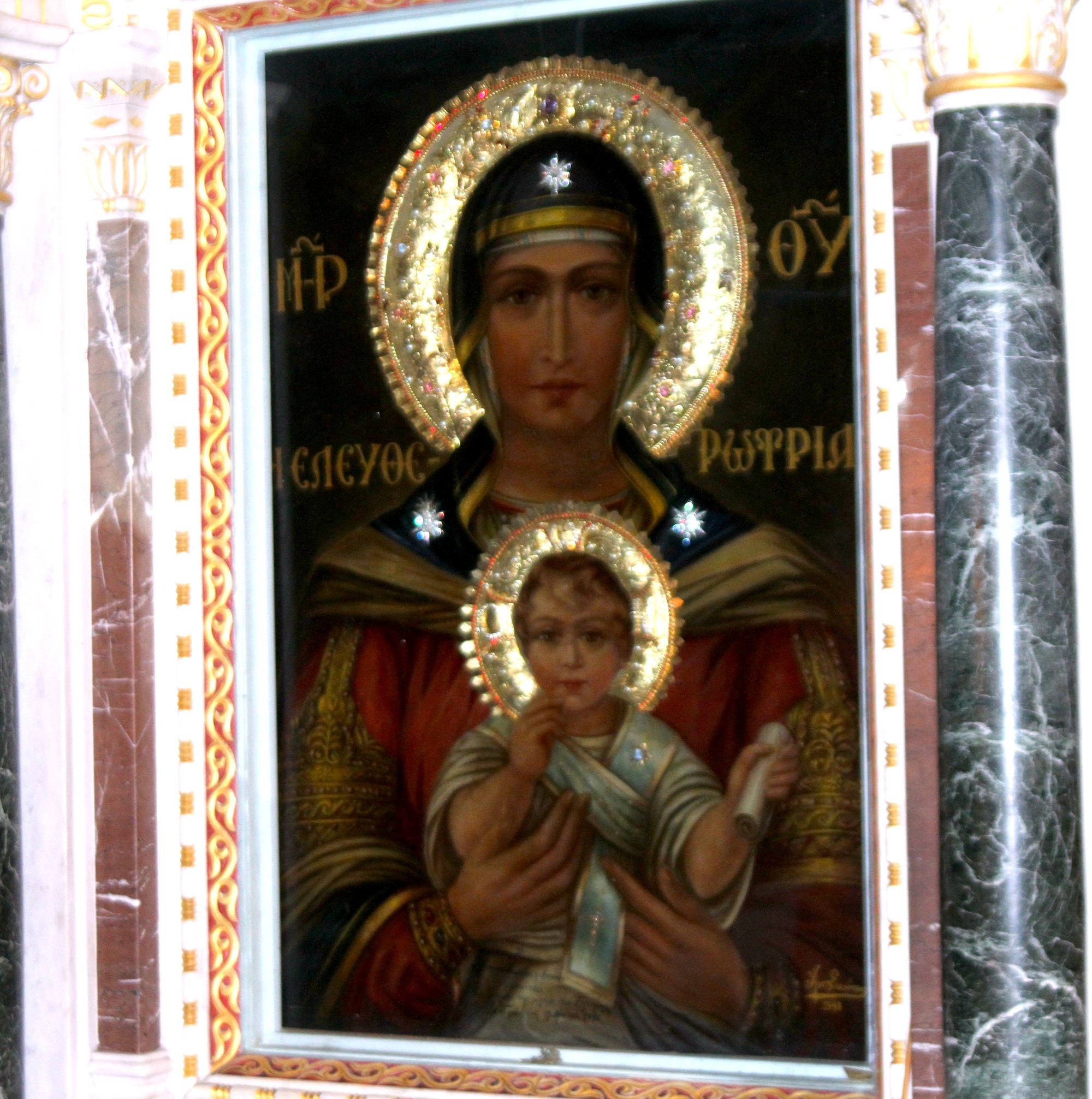
성모자 이콘
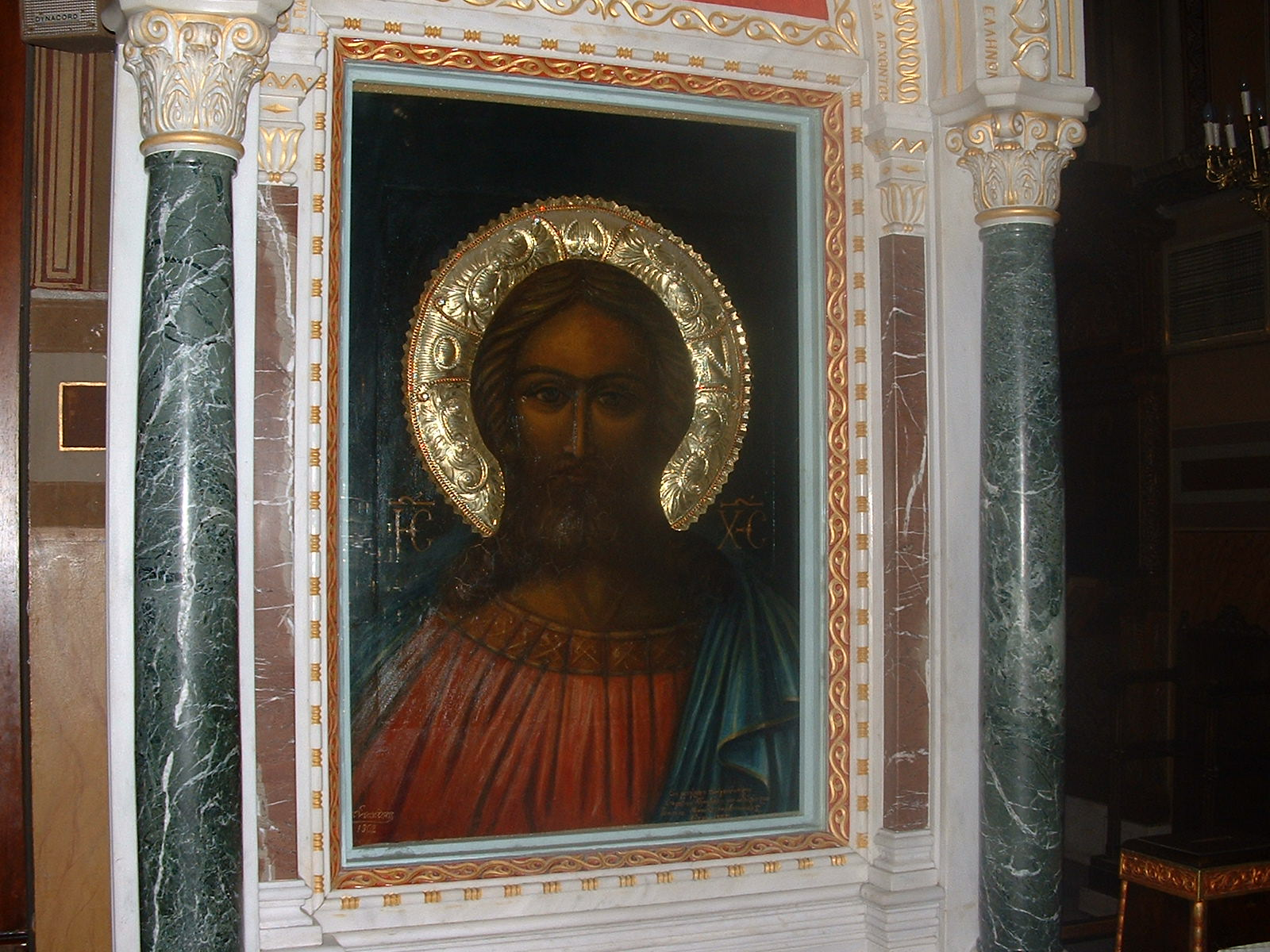
1800년경에 그린 예수 이콘
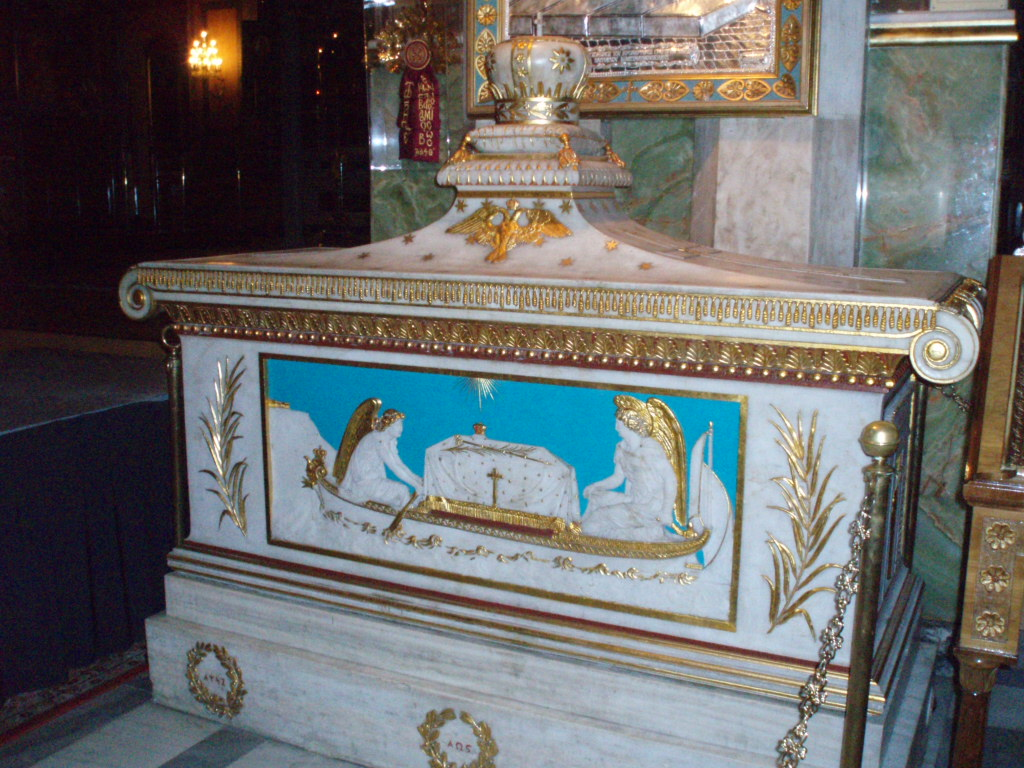
성 그리고리오스 5세 세계 총대주교의 무덤
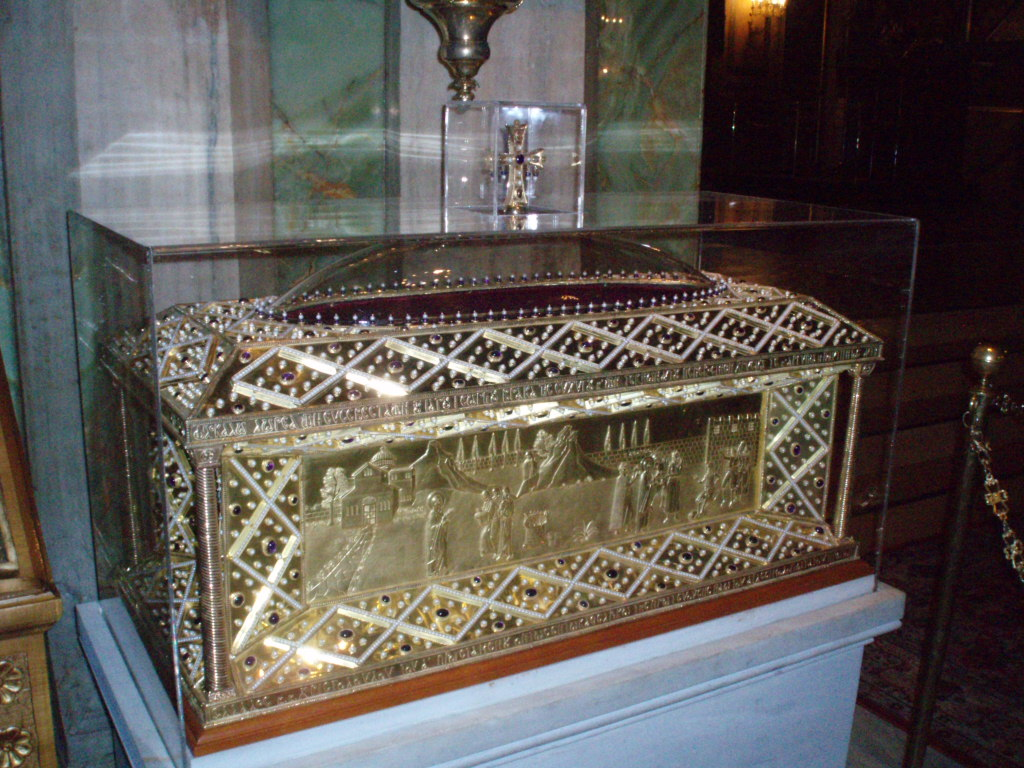
성녀 필로테이의 무덤
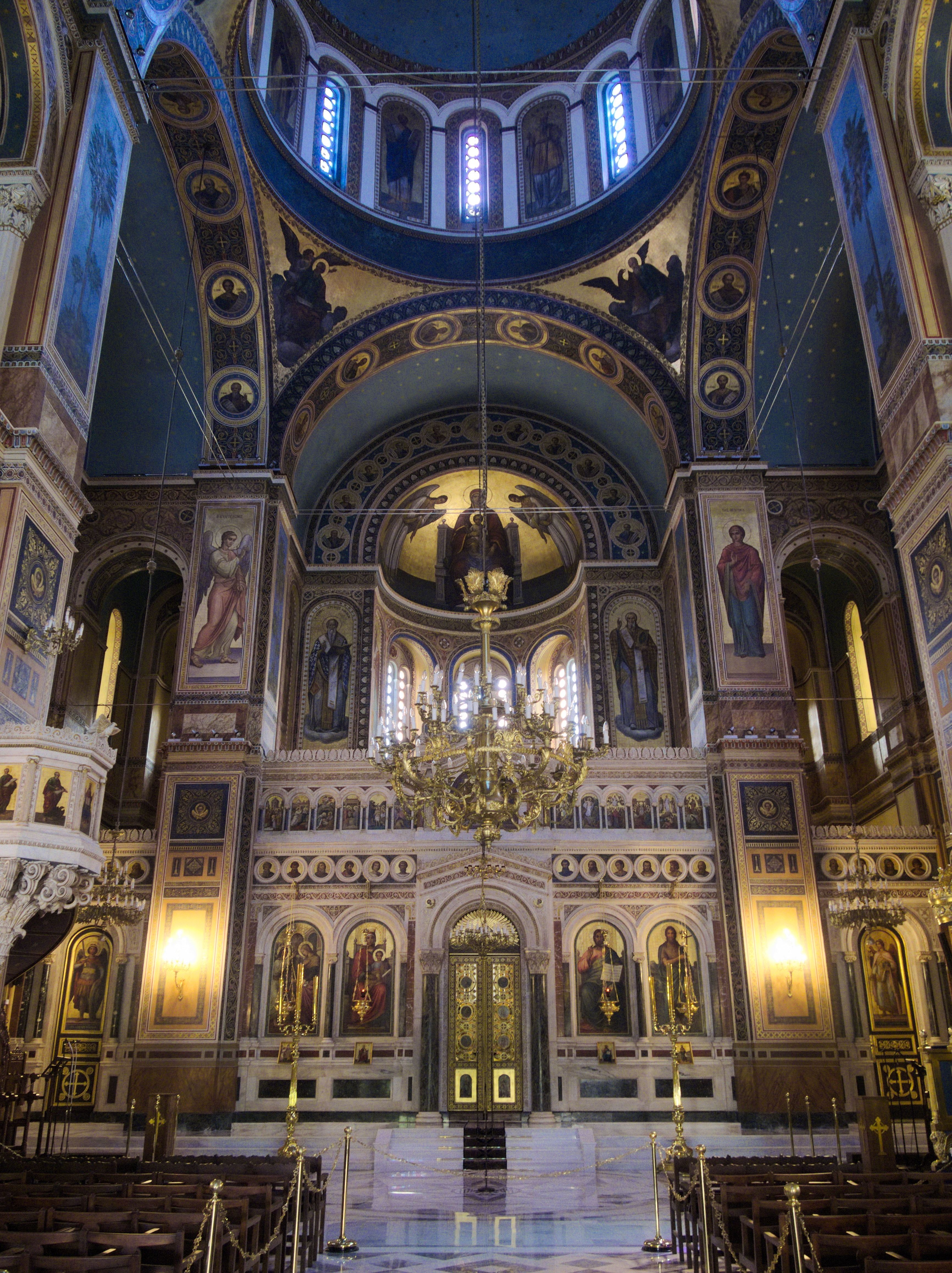
성화벽(이코노스타시스)